# Gengma
Gengma är ett autonomt härad för wa och dai-folken som lyder under Lincangs stad på prefekturnivå i Yunnan-provinsen i sydvästra Kina.